# 华丽凤仙花
华丽凤仙花（学名：Impatiens faberi）为凤仙花科凤仙花属下的一个种。种名faberi以19世纪来中国收集植物的德国人Ernst Faber的名字命名。